# Gilbert Van Hool
Gilbert Van Hool (Antwerpen, 18 januari 1929  - Mechelen, 21 juni 2003) was een Vlaamse aquarellist en etser, die figuren, naakten, landschappen, stadsgezichten en stillevens maakte.

## Biografie
Bij zijn geboorte woonden zijn ouders Ivo van Hool en Alida Lamoen in Deurne. Zijn moeder was een nicht van de bekende cabaretier Frans Lamoen en via zijn vader stamde hij af van de beeldhouwer Joannes Van Hool. In 1936 verhuisde de familie naar Bredene waar zijn vader bij de zeemacht in Oostende agent wordt voor de radiotelegrafische verbindingen. De kunstschilder Bert Hildebrandt, een goede vriend van vader Ivo, verblijft er soms gedurende weken en opent ‘een andere wereld’ voor de dromerige Gilbert. Later leert hij het werk van James Ensor kennen en via diens werk de mogelijkheden van de gravure.
In 1940 bij het uitbreken van de Tweede Wereldoorlog vlucht de familie naar Frankrijk, maar komt in 1941 in Brasschaat terecht. Gilbert gaat studeren aan het Koninklijk Atheneum Antwerpen, waar hij de literatuur ontdekt maar ook figuren uit de beeldende kunst zoals Vincent Van Gogh, Emiel Claus en Constant Permeke.
In 1946 begint hij studies aan de Academie van Antwerpen bij Ernest Albert. De lessen zijn vooral gericht op het werk van Rik Wouters, Henri De Braekeleer en James Ensor. Vanaf 1949 is hij voornamelijk bezig met etsen, en de graveur René De Coninck herkent zijn talent en geeft hem een diepgaande technische scholing. Hij werkt hij vooral expressionistisch, maar met allerlei experimenten tot op het abstracte af.
In 1950 wordt Gilbert Van Hool toegelaten aan het NHISKA (Nationaal Hoger Instituut voor Schone Kunsten in Antwerpen), waar hij in 1952 terecht komt bij Jos Hendrickx.
In 1960 wordt hij als laureaat gekozen uit zeventig deelnemers aan de 'Driejaarlijkse Staatsprijs voor Grafiek'. Hij verwierf ook de 'Prijs van Gouverneur Declerck'. Van 1963 tot 1994 geeft hij les aan de Koninklijke Academie voor Beeldende Kunsten van Mechelen. Hij ontvangt in 1963 ook nog de 'Prijs voor grafiek' van de gemeente Wilrijk en een bekroning op de 'Mostra di Bianco e Nero' te Lugano in Zwitserland. Tussen 1965 en 1970 geeft hij deeltijds les aan de afdeling sierkunsten aan het Rijksinstituut voor Technisch Onderwijs aan de Prins Kavellei te Brasschaat. In 1966 krijgt hij een 'Werkbeurs van het Ministerie van Nationale Opvoeding en Nederlandse Cultuur'. Van 1966 tot 1975 maakt hij 280 etsen.
De 'Accademia delle Arti del Disegno' te Florence benoemt hem tot ere-academicus en op de 'Internationale Biënnale voor Grafiek 1970', in datzelfde Florence krijgt hij de 'Gouden medaille van de Provinciale Dienst voor Toerisme' van de stad Ravenna.
In 1975 verhuisde hij naar Mechelen en schildert hij gedurende een periode van vier jaar voornamelijk aquarellen. Vanaf 1980 krijgt het etsen weer de bovenhand en de jaren 1984 tot 1986 zijn zeer productief.
Na zijn pensionering in 1994 blijft hij actief met het maken van etsen in zijn atelier en schetsen tijden zijn wandelingen. Werk van deze kunstenaar is te vinden in het prentenkabinet in Brussel.